# 11445 Fedotov
11445 Fedotov (1978 SC7) là một tiểu hành tinh vành đai chính được phát hiện ngày 16 tháng 9 năm 1978 bởi L. V. Zhuravleva ở Đài vật lý thiên văn Crimean.